# حجر أساس

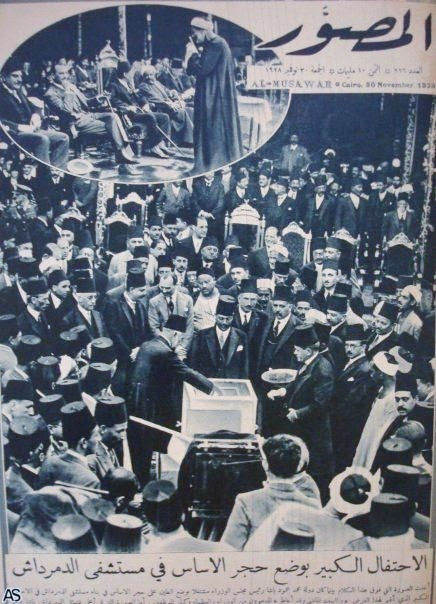
حفل وضع حجر أساس مستشفى الدمرداش 1928م

حجر الأساس أو الركن مفهوم يُقصد به أصل الشيء، وهو أول حجر يوضع في أساس المبنى. وأهميته تكمن في كون باقي الأحجار توضع بالنسبة إلى هذا الحجر، فحجر الأساس هو الذي يُحدد موقع كامل المبنى.

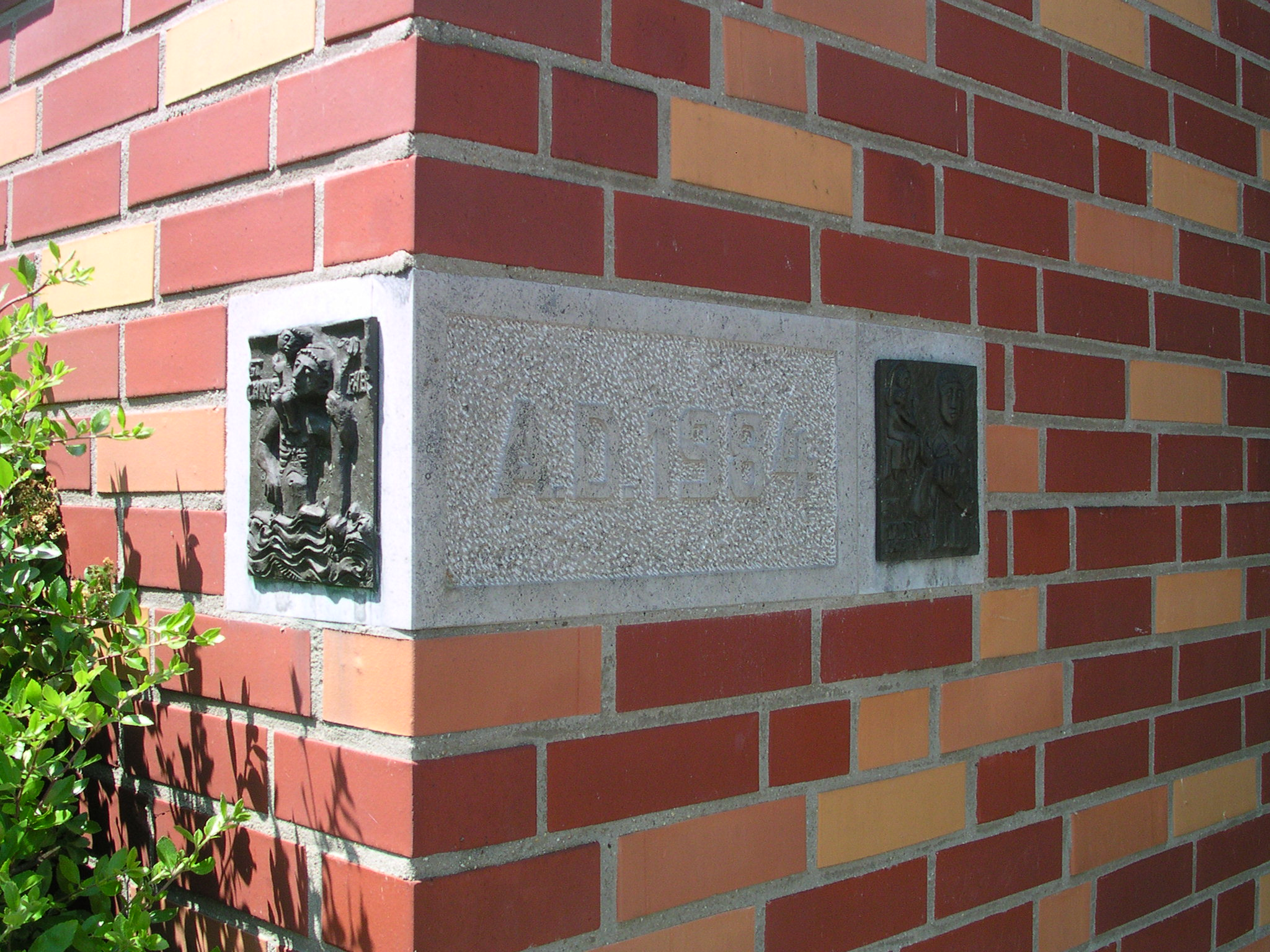
حجر أساس منقوش فيه رسوم من البرونز في آخن.

وتُحيط بوضع حجر الأساس تقاليد تختلف من ثقافة لأخرى، ففي الدول العربية يُشير وضع حجر الأساس إلى الدعم المعنوي والمادي من المسئول الذي يضعه، وفي ثقافات أخرى توجد مراسيم أو شعائر خاصة بوضع حجر الأساس لاسيما للمباني الدينية.